# Nymphargus nephelophila
Nymphargus nephelophila es una especie de anfibio anuro de la familia Centrolenidae.

## Distribución geográfica
Esta especie es endémica del departamento de Caquetá en Colombia. Habita entre los 1660 y 2190 m de altitud en la vertiente oriental de la Cordillera Oriental.

## Descripción
Los machos miden de 22.6 a 24.1 mm.

## Publicación original
- Ruiz-Carranza & Lynch, 1991 : Ranas Centrolenidae de Colombia IV. Nuevas especies de Cochranella del grupo ocellata de la Cordillera Oriental. Lozania, vol. 60, p. 1-13.[5]